# Vương quốc Majorca
Vương quốc Majorca (tiếng Catalunya: Regne de Mallorca; tiếng Tây Ban Nha: Reino de Mallorca; tiếng La Tinh: Regnum Maioricae; tiếng Pháp: Royaume de Majorque; tiếng Anh: Kingdom of Majorca) là một vương quốc toạ lạc trên bờ biển phía Đông của Tây Ban Nha, bao gồm cả một số hòn đảo nằm ngoài khơi của biển Địa Trung Hải, được thành lập bởi James I của Aragon, còn được gọi là "James Kẻ chinh phục". Trong một di chúc được viết vào năm 1262, sau cái chết của con trai đầu lòng Alfonso, ông sẽ để lại vương quốc cho con trai thứ 2 của mình là James sau khi băng hà. Vị trí này được duy trì trong các phiên bản kế tiếp của di chúc và vì vậy khi James I qua đời vào năm 1276, Vương quyền Aragon được truyền cho con trai cả của ông là Peter, với vương hiệu là Peter III của Aragon hoặc Peter Đại đế. Vương quốc Majorca thì được chuyển giao cho James, người trị vì dưới vương hiệu James II của Majorca. Sau năm 1279, Peter III của Aragon xác nhận rằng vua của Majorca là một chư hầu của vua Aragon. Danh hiệu tiếp tục được sử dụng bởi các quốc vương Aragon và Tây Ban Nha cho đến khi nó bị giải thể bởi Sắc lệnh Nueva Planta năm 1715.

## Địa lý
Vương quốc Majorca bao gồm các đảo thuộc quần đảo Balearic: Majorca, Menorca (vẫn nằm dưới sự cai trị của người Hồi giáo cho đến năm 1231), Ibiza và Formentera. Nhà vua cũng là lãnh chúa của Bá quốc Roussillon và Cerdanya, và các lãnh thổ mà James I giữ ở Occitania: Montpellier, Tử tước quốc Carlat ở Auvergne, và Nam tước quốc Aumelas, tiếp giáp với Montpellier.